# Крушение поезда «Аврора» (1988)
Крушение на перегоне Березайка — Поплавенец — крушение пассажирского поезда «Аврора» в Калининской области на перегоне Березайка — Поплавенец Бологовского отделения Октябрьской железной дороги 16 августа 1988 года. В результате схода с рельсов всех вагонов поезда 31 человек погиб, более 100 пострадали. Движение на участке было остановлено больше чем на 15 часов.

## Хронология событий
16 августа 1988 года в 18:25 по московскому времени на перегоне Березайка — Поплавенец Бологовского отделения Октябрьской железной дороги на 307-308-м километре магистрали произошло крушение скоростного пассажирского поезда № 159 «Аврора», ведомого электровозом ЧС6-017.
Состояние пути на 306—308-м километре непрерывно ухудшалось в период перед крушением. За сутки до крушения при проверке вагоном-путеизмерителем были установлены отступления в содержании пути на 306—308-м километре IV и V степеней по просадкам, перекосам и по положению пути в плане. Такие отступления не обеспечивали безопасность движения с установленными скоростями 160 км/ч и в соответствии с техническими указаниями требовали ограничения скорости по 306-му километру до 60 км/ч, по 307-му — до 120 км/ч и по 308-му — до 25 км/ч.
Однако старший дорожный мастер Гаврилов необоснованно, без устранения неисправностей, отменил предупреждение, по которому скорость следования была ограничена до 60 км/ч. Это предупреждение было выдано заместителем начальника путеизмерительного вагона и могло быть отменено согласно п. 7.14 инструкции по обеспечению безопасности движения поездов при производстве путевых работ только начальником дистанции пути.
В результате поезд № 159 «Аврора», ведомый локомотивом ЧС6-017, двигался по аварийному участку пути без ограничения скорости. Просадка пути была настолько большой, что привела к саморасцепу первого вагона и локомотива поезда, следовавшего со скоростью 155 км/ч. Перепад высот автосцепок в момент саморасцепа оказался настолько большим, что автосцепкой электровоза у первого вагона была повреждена поддерживающая балка, на которую опирается переходная площадка.
В результате саморасцепа произошёл обрыв тормозной магистрали, который вызвал экстренное торможение состава поезда. При этом возникла дополнительная продольная сила, которая привела к разрушению ослабленного пути в конце первого пикета 308-го км и сходу вагонов с последующим крушением.
В вагоне-ресторане в результате опрокидывания возник пожар, который перекинулся на другие вагоны поезда. Пожарные машины, следовавшие из Бологого, Вышнего Волочка, Удомли и Боровичей, не смогли оперативно добраться до места из-за болотистой местности. Пожарный поезд, вышедший к месту крушения, быстро исчерпал запасы воды из-за большого масштаба пожара. Для доставки воды на тушение пожара было организовано постоянное курсирование пожарных автомобилей от водоисточника, находящегося примерно в 2 километрах от места аварии, до ближайшего места, к которому можно было подъехать. Это место было примерно в 150—200 метрах от железнодорожного полотна, далее был сплошной болотистый участок, где глубина воды достигала местами 50—60 см. Пожарные и прибывшие к месту крушения военнослужащие срочной службы сделали проход по этому участку из срубленных деревьев и проложили рукавные линии для подачи воды для тушения пожара.

## Последствия
Все 15 вагонов пассажирского поезда сошли с рельсов. Было повреждено 2500 м контактной сети, 500 м железнодорожного пути. До степени исключения из инвентаря повреждено 12 вагонов.
В результате 31 человек погиб (в том числе учёный-физик Алексей Орлов, поэт Михаил Фельдман) и более ста получили телесные повреждения различной степени тяжести, допущен перерыв в движении поездов на участке свыше 15 часов.
Приказом министра путей сообщения 14 сентября 1988 года № 36/Ц:

За серьёзные недостатки в содержании пути и других технических средств, работе с кадрами, неудовлетворительное обеспечение безопасности движения и допущенное крушение скоростного пассажирского поезда № 159 «Аврора» ряд работников Октябрьской ж. д. привлечены к ответственности. Освобождены от занимаемых должностей ст. дорожный мастер Бологовской дистанции пути Гаврилов и и. о. начальника этой дистанции Хрусталёв, зам. начальника Бологовского отделения Измоденов, ревизор по безопасности этого же отделения т. Базаров, начальник службы пути Шеленин и ревизор по безопасности движения Ланцов. Привлечены к строгой дисциплинарной ответственности заместители начальника дороги т.т. Мельков, Радионов, Густов.

Коллегия МПС рассмотрела меры по дальнейшему повышению технического уровня и надёжности работы линии «Ленинград — Москва».
Приказом Начальника Октябрьской железной дороги 25 августа 1988 года № 133/Н:

Начальнику Бологовского отделения дороги Анненкову объявлен строгий выговор, его заместитель Измоденов освобождён от занимаемой должности, гл. ревизор Бологовского отделения Базаров освобождён от занимаемой должности, зам. начальника дороги Мелькову объявлен строгий выговор, начальник службы пути Шуленин освобождён от занимаемой должности, гл. инженеру службы перевозок Столярову объявлен строгий выговор, дорожный ревизор по безопасности движения Ланцов освобождён от занимаемой должности, зам. начальника службы пути Якуненков предупреждён о неполном служебном соответствии, просить Коллегию МПС о неполном служебном соответствии зам. начальника дороги — главного ревизора по безопасности Радионова, зам. начальника дороги по кадрам Густову объявлен строгий выговор.

Органами прокуратуры по факту крушения открыто следствие. Дорожный мастер Н. Гаврилов был приговорён к длительному сроку заключения.